# Lekarz zadżumionych

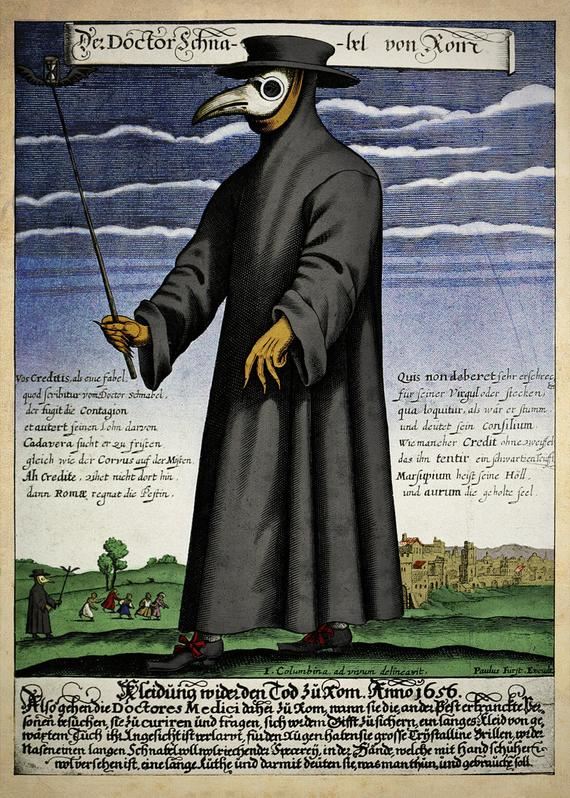
Kolorowany miedzioryt Paula Fürsta, Der Doctor Schnabel von Rom, ok. 1656 r.

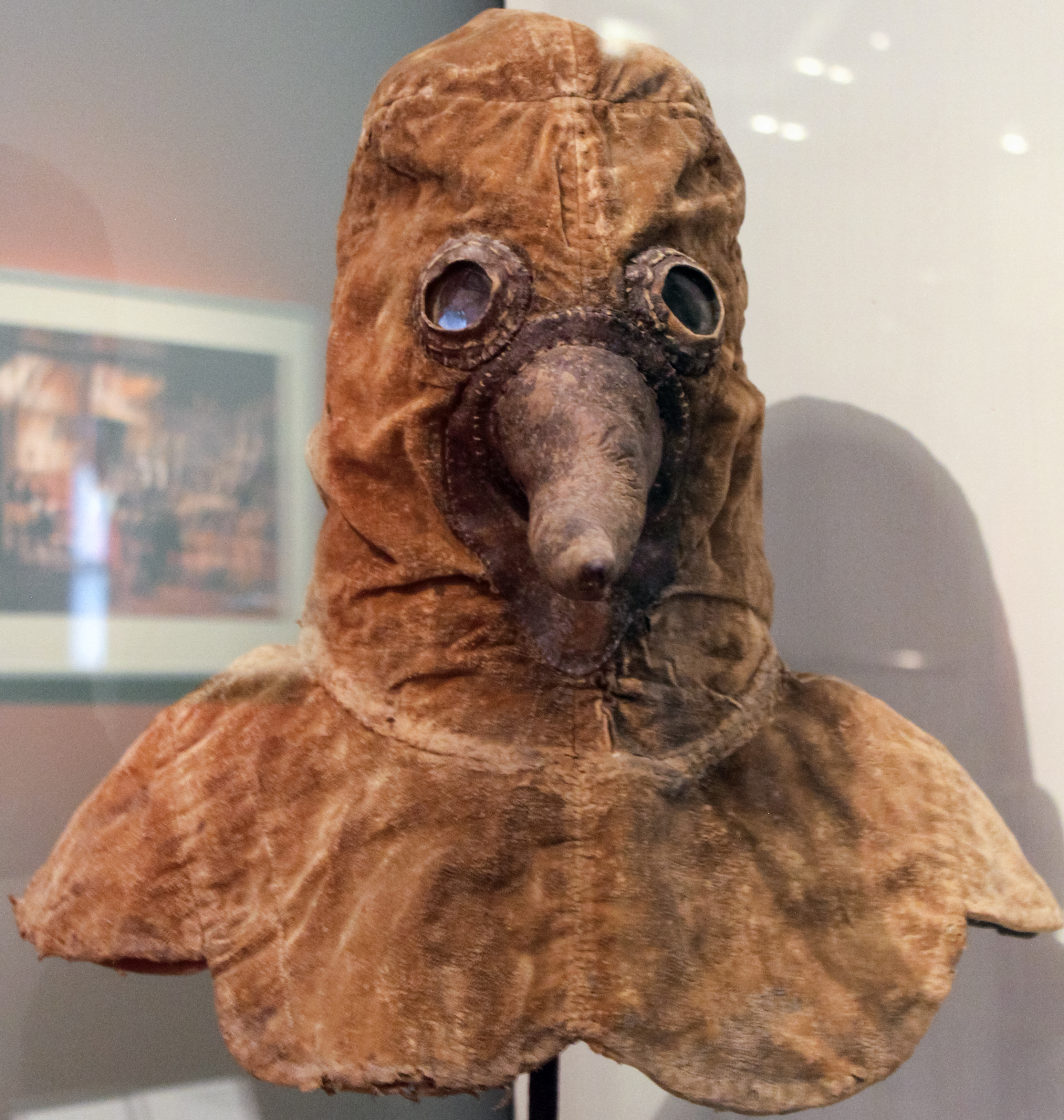
Maska doktora zadżumionych z XVII w. z muzeum w Ingolstadt

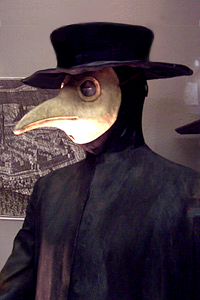
Strój lekarza zadżumionych z XVII-wiecznych Niemiec

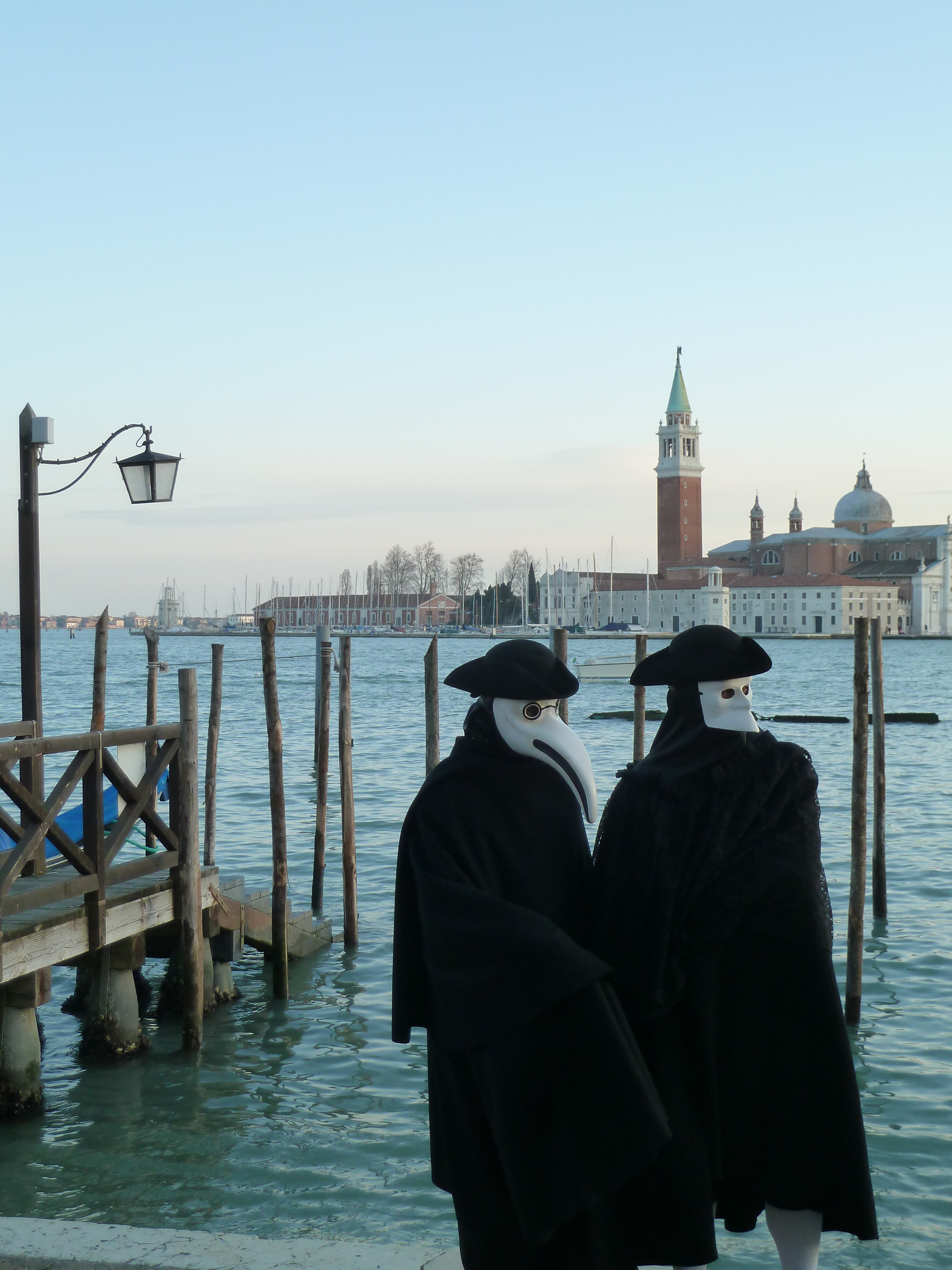
Weneckie maski karnawałowe

Lekarz zadżumionych, doktor plagi – lekarz, który zajmował się zarażonymi oraz ofiarami podczas epidemii dżumy, niekiedy również rejestracją zgonów; od XVI do XVIII lub od XVII do XIX wieku nosił charakterystyczny ubiór ochronny.

## Historia
Doktorzy zadżumionych działali w czasie epidemii najczęściej w miastach z dużą liczbą ofiar. Jako urzędnicy miejscy zajmowali się wszystkimi, bogatymi i biednymi.
Pierwszą epidemią dżumy dymieniczej w Europie była dżuma Justyniana, która wybuchła w pierwszej połowie VI w. n.e. Największą liczbę ofiar w Europie pochłonęła czarna śmierć w XIV wieku. Liczba ofiar śmiertelnych spowodowanych przez zarazę była prawdziwą katastrofą gospodarczą dla średniowiecznych miast. Zatrudnieni przez nie doktorzy zadżumionych otrzymali specjalne przywileje, ponieważ byli dla miast bardzo ważni. By znaleźć lekarstwa, mieli zezwolenie na przeprowadzanie sekcji zwłok, która poza takimi przypadkami była zabroniona. 
Dowody świadczą o tym, że niektórzy z tych lekarzy poddawali swoich pacjentów i ich rodziny specjalnym procedurom leczniczym lub podawali nieskuteczne lekarstwa za dodatkową opłatą. Większość z nich była lekarzami lub chirurgami drugiej kategorii, którzy nie byli w stanie założyć własnej praktyki. Rzadko udawało im się pacjentów wyleczyć, najczęściej dokumentowali tylko dane demograficzne dotyczące liczby dotkniętych zarazą osób. 
Lekarze zadżumionych byli niekiedy tak cenni, że Barcelona zapłaciła przestępcom okup za dwóch uprowadzonych lekarzy.  
W 1373 Johannes Jacobi zalecił noszenie masek, lecz nie opisał ich wyglądu. W XVI, XVII, XVIII i XIX wieku doktorzy zadżumionych nosili maski z dziobami, które były wypełnione różnymi ziołami i cieczami (wonnymi olejkami), i z tego powodu np.: w Niemczech nazywano ich Schnabeldoktor – doktorami z dziobem. Maska w założeniu miała chronić przed miazmatami, które ówcześnie uważano za przyczynę zarazy. Uważa się, że do zaprojektowania takiego ubioru miał się przyczynić Charles Delorme, pierwszy lekarz na dworze Ludwika XIII.

## Ubiór
Ubranie lekarza zadżumionych składało się z ochronnego płaszcza wykonanego z nawoskowanej tkaniny, maski z dziobem i dwoma otworami do patrzenia osłoniętymi szkłem, rękawic i laski. W ten sposób unikał bezpośredniego kontaktu z zakażoną osobą. 
Dziób maski wypełniany był środkami zapachowymi takimi jak jałowiec, melisa, mięta, kamfora, goździki, mirra, róża lub styraks. Wierzono, że chronią one przed zarazą. 
Maski z dziobem pochodziły jednak tylko z Włoch i Francji i były raczej zjawiskiem marginalnym. Kilka druków i sztychów sprawiło, że ich wygląd stał się znany i został powiązany w publicznej świadomości z wizerunkiem lekarza zadżumionych. Później maski te stały się charakterystycznym elementem weneckiego karnawału.

## Metody leczenia
Doktorzy zadżumionych ordynowali upuszczanie krwi i przykładanie żab lub pijawek na dymienice, aby „przywrócić równowagę płynów ciała”. Nie wolno im było przebywać między zdrowymi ludźmi, ponieważ z powodu wykonywanego zawodu istniało zbyt duże niebezpieczeństwo rozprzestrzeniania choroby. Często przebywali w kwarantannie.